# 选调生
选调生，全称选调优秀大学毕业生，是中華人民共和國各省共产党党委组织部门有计划地从高等院校选调品学兼优的应届大学本科及其以上毕业生到基层工作，作为党政领导干部后备人选和县级以上党政机关高素质的工作人员人选进行重点培养的群体。
选调生属于中华人民共和国公务员编制，是各省党委组织部的后备干部，人事权归省党委组织部管辖，委托接收单位考评。选调生的调动范围是全省建有党组织的各级党政机关、事业单位、人民社团。

## 应聘选调生的条件
各地选拔选调生的条件不同，但选调生总体报名条件除符合国家公务员考试的报名条件外，还要求是学生干部、有志于从事党政工作、服从党组织安排的本科以上优秀毕业生。
中共很早就开始了这样的干部培养制度。1986年以前，共选调了1.27万名大学毕业生到基层工作；有近七成的选调生，目前在20个省区市担任了县处级以上领导职务。而从1980年到2005年，中国的选调生人数，有6万多名。